# Delphinium potaninii
Delphinium potaninii là một loài thực vật có hoa trong họ Mao lương. Loài này được Huth mô tả khoa học đầu tiên năm 1893.